# Alianza Verde (Colombia)
Alianza Verde (antes conocido como Partido Opción Centro) es un partido político verde colombiano creado el 2 de octubre de 2009.

## Historia

### Partido Opción Centro
Tras la aprobación, por parte del Congreso de la República, del Acto legislativo 01 de 2003, una reforma política constitucional que dispuso medidas para dificultar la creación de partidos políticos, estableció un nuevo umbral para mantener la vigencia de los mismos, la Registraduría Nacional del Estado Civil convocó, para el 12 de marzo del 2006, a elecciones legislativas. Estas serían las primeras en las que solo serían reconocidos como partidos políticos aquellos que superaran el 2 % del total de la votación; estimándose el umbral en 200 000 votos. Con esta medida se quiso reducir el número de partidos políticos vigentes, para pasar de setenta partidos a una cifra no mayor de veinte.
En medio de este clima político, haciendo uso de la antigua personería jurídica del partido Alianza Democrática M-19, el 25 de noviembre del 2005 se constituyó, mediante un congreso extraordinario realizado en Bogotá y con la participación de representantes de diecinueve Departamentos de Colombia en el país, dirigidos por Carlos Ramón González y Néstor Daniel García Colorado, el Partido Opción Centro, cuya opción política sería la del centroizquierda, una diferenciación de las tradicionales posturas de izquierda y derecha. En su momento, el partido resumió su posición de centro en la consigna de un partido moderno que no mirara ni a la izquierda ni a la derecha, sino «hacia adelante».
Algunos contradictores políticos del Partido Alianza Verde han considerado, de algún modo, por tener como punto de nacimiento la personería jurídica de la AD-M19, de los miembros fundadores se destaca la permamencia de  Carlos Ramón González, como uno de los líderes estratégicos de la Alianza Verde y a Jorge Londoño, quien fue gobernador de Boyacá, además de varios líderes sociales y académicos que han apoyado el partido en temas sociales, ambientales y animalistas desde sus inicios, que iniciaron la Red Nacional Ambiental del Partido.

### Partido Verde Opción Centro
El partido verde asume una posición pacifista, no fundamentalista frente al conflicto colombiano, elevando como principio de su accionar político: que el fin no justifica los medios o lo que es lo mismo "no al todo vale", además recoge las banderas del humanismo al definir que ninguna ideología o propuesta política justifica el sacrificio de la vida humana. ("La vida es sagrada.")
El verde (ambiental) —propuesta no existente en la democracia colombiana y vinculada con las propuestas verdes ambientales internacionales— representa el deseo del partido por interpretar los anhelos y expectativas de los colombianos en la defensa y conservación de la biodiversidad y ecosistemas consecuente con el desarrollo de una política moderna denominada "ecología política", basado en el biocentrismo y la sostenibilidad, siguiendo la línea de los Verdes Globales.
En poco tiempo, inscribió 19 listas y 96 aspirantes a la Cámara de Representantes para las citadas elecciones, con una votación cercana a los 90 000 votos, suficientes para obtener el derecho a ser los representantes de las minorías políticas en Colombia (ley 649 de 2001), y con los cuales obtuvo una curul en el Congreso en cabeza de Rodrigo Romero Hernández, y mantuvo la personería jurídica (Res. 1057 del Consejo Nacional Electoral), entrando a formar parte de los dieciséis partidos políticos existentes actualmente en Colombia.
En las elecciones regionales y locales del 28 de octubre de 2007, este partido obtuvo gobernaciones en dos departamentos (Boyacá y Cesar con José Rozo Milán y Cristian Moreno Panezo, respectivamente ) y veintitrés alcaldías.
Desde su constitución, el partido ha puesto especial interés en el rigor ético para escoger buenos candidatos en sus filas, caracterizados por su vertical posición contra las mafias de la corrupción, la politiquería, el narcotráfico, el paramilitarismo y la guerrilla.
Una vez liberada Íngrid Betancourt militantes verdes le propusieron su adhesión al partido, para proclamarle presidenta, de modo que pudiera liderar «los sueños y las esperanzas de los miles de hombres y mujeres que ven en [ella] el símbolo de grandeza y dignidad».

### Partido Verde
En septiembre de 2009 adhirieron al partido tres importantes figuras de la política nacional, los exalcaldes de Bogotá Antanas Mockus, Luis Eduardo Garzón y Enrique Peñalosa.
El 2 de octubre del mismo año, en el marco del V Congreso Verde, de carácter extraordinario, los tres exalcaldes fueron investidos codirectores y les fue conferida, de manera formal, la militancia plena del partido. Del mismo modo, en ese mismo congreso, se cambió el nombre del partido a «Partido Verde» y se adoptó un nuevo mapa político, con miras a las elecciones del 2010. Del mismo modo, se constituyó la Red de Jóvenes Verdes de Colombia, para hacer converger en ella a los militantes jóvenes del partido.
En el mismo sentido, el partido acogió a Confianza Electoral, una plataforma cívica creada por los citados exalcaldes de Bogotá, que buscaba ser un punto de encuentro para que los ciudadanos construyeran una especie de red, entre personas, que les sirviera de plataforma —a los exalcaldes— para lanzar sus candidaturas y proyectos políticos. Al acogerla, el partido ha instado a sus militantes a vincularse a ella, pero ahora con la intención de que esa red de personas pueda hacer eco del proyecto político verde.
En las elecciones de octubre de 2007, el partido obtuvo 375 concejales, 13 diputados departamentales, 2 gobernadores y 27 alcaldes.
En un principio el partido planteó presentarse a las elecciones legislativas de Colombia de 2010 con una lista al Senado encabezada por "Lucho" Garzón, pero posteriormente decidieron descartar esta posibilidad y llevaron a cabo, en cambio, una consulta interna para elegir a un candidato presidencial. En ella participaron Garzón, Mockus y Peñalosa. Mockus resultó ganador de la consulta llevada a cabo el 14 de marzo de 2010, dejando en el segundo lugar a Peñalosa y en el tercer puesto a "Lucho" Garzón.
En la candidatura de Mockus se fortalece la Red Nacional Ambiental del partido, apoyando en su articulación de los actores del partido, incluyendo a los animalistas y líderes sociales de las regiones; logrando apoyar los procesos programáticos de los candidatos y los militantes de base.
Posteriormente el candidato presidencial Sergio Fajardo declinó su candidatura para ser la fórmula vicepresidencial del candidato del Partido Verde. Sin embargo, la alianza solo se consolidó el 12 de abril de 2010 por petición del propio Fajardo.
Con el apoyo de figuras nacionales como Rodrigo Lara Sánchez, hijo mayor del inmolado ministro de Justicia, el candidato del Partido Verde Antanas Mockus obtuvo la segunda votación más alta con el 21.49 % de los votos válidos en las elecciones presidenciales celebradas el 30 de mayo de 2010, pero debido a que el candidato más votado, Juan Manuel Santos, no obtuvo la mitad más uno del total de votos, ambos concurrieron a una segunda vuelta el 20 de junio. En esta segunda vuelta Mockus no logró ser elegido presidente de Colombia, obteniendo solo 3.588.819 votos (el 27.5 %).
En junio de 2011 el excandidato presidencial Antanas Mockus, uno de los principales miembros, renunció al partido tras manifestar su desacuerdo con el apoyo dado por el Partido de la U al candidato a la alcaldía de Bogotá, Enrique Peñalosa. En julio de 2011, el partido se vincula a la coalición oficialista de Unidad Nacional.

### Alianza Verde
El 26 de septiembre de 2013, durante el V Congreso Nacional del Partido Verde, fue votada favorablemente la alianza entre el Partido Verde y el Movimiento Progresistas. En el mismo congreso se decidió que en marzo de 2014 se realizará una consulta interna para decidir un candidato presidencial propio para las elecciones de 2014. Finalmente, se decidió la salida del partido de la coalición de gobierno de Juan Manuel Santos conocida como Unidad Nacional (aunque las cuotas del partido se mantienen en sus cargos y el parlamentario Alfonso Prada, quien para entonces era vocero del movimiento en el Parlamento, se declaró en rebeldía y en contra del nuevo movimiento, permaneciendo en la coalición de gobierno), asimismo se decidió que el partido respaldaría la administración del alcalde de Bogotá Gustavo Petro, elegido por el Movimiento Progresistas, además de apoyarlo en un eventual proceso de revocatoria en su contra, a pesar de que algunos concejales mantuvieron una posición crítica al Gobierno Petro por algunas incongruencias y problemas por falta de capacidad de liderazgo.
En el 2018, el partido fortalece su participación en el Congreso, desmarcándose del Movimiento Progresistas; y a pesar de algunas coaliciones apoyadas por aparentes disidentes como el senador Sanguino; no funcionaron dejando el partido débil en algunos departamentos por intereses particulares. Desde estas elecciones el senador Petro ha sido objeto de propaganda negra, acusándosele por su afán político de figurar en medios por parte de los miembros de este partido.
A finales del 2019, salió elegida para alcaldesa de la alcaldía de Bogotá, la politóloga Claudia Nayibe López Hernández, quien fuera senadora por el Partido Verde en el período 2014-2018 y posteriormente candidata a la vicepresidencia de la República por la Coalición Colombia junto al candidato Sergio Fajardo.

## Ideología del Partido

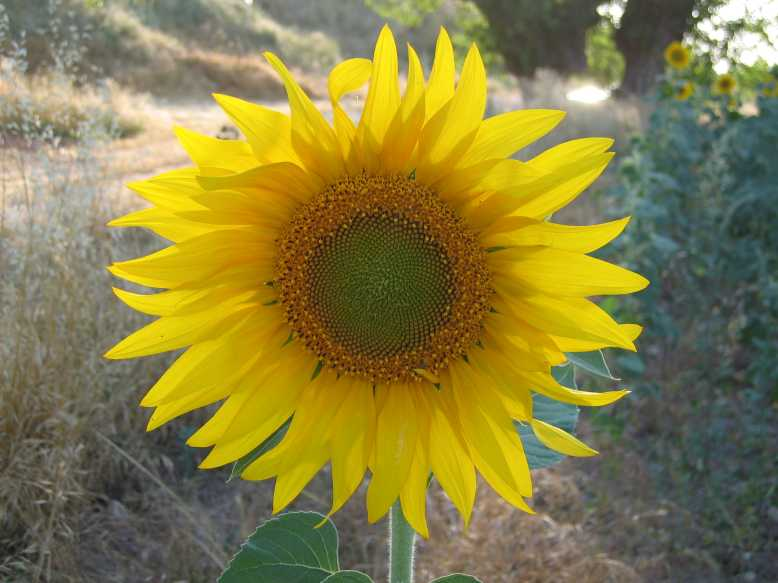
El girasol es el símbolo de la Alianza Verde en Colombia.

### El Logo-Símbolo
El símbolo de Alianza Verde estará representado por un girasol en plena floración sobre un campo verde. El girasol, flor americana, es el símbolo de los Partidos Verdes del mundo. Representa la vida, el sol, la felicidad, la armonía, la belleza, la lealtad y la confianza.[cita requerida]

## Comité Ejecutivo Nacional

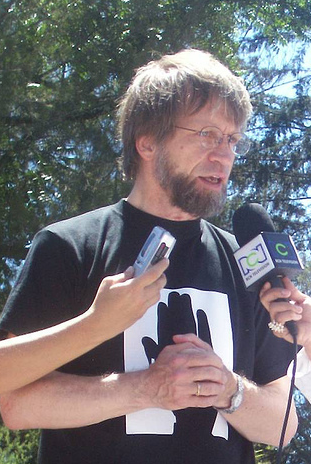
El ex rector de la Universidad Nacional de Colombia, Antanas Mockus, de ascendencia lituana, fue el primer candidato presidencial del Partido Verde en 2010.

El Comité Ejecutivo Nacional, máxima instancia del Partido, está compuesto de la siguiente manera:
| Integrantes               | Cargo                                         |
| ------------------------- | --------------------------------------------- |
| Antonio Navarro Wolff     | Copresidente y vocero                         |
| Antanas Mockus            | Copresidente                                  |
| Carlos Amaya              | Copresidente                                  |
| Rodrigo Romero            | Presidente Ejecutivo Alianza Verde            |
| Jaime Navarro Wolff       | Secretario General                            |
| Jorge Londoño Ulloa       | Director del SENA                             |
| María Isabel Moreno       | Diputada e Integrante Dirección Nacional      |
| Antonio Sanguino          | Jefe de Gabinete de Bogotá                    |
| Witney Chávez             | Integrante Dirección Nacional                 |
| María Angélica Gómez      | Integrante del Ejecutivo Nacional             |
| Angélica Marín            | Integrante del Ejecutivo Nacional             |
| Martha Lucía Agredo       | Integrante del Ejecutivo y Dirección Nacional |
| Jorge Torres              | Integrante del Ejecutivo Nacional             |
| Viviana Barberena         | Integrante del Ejecutivo Nacional             |
| Diana Alejandra Rodríguez | Integrante del Ejecutivo Nacional             |
| Jorge Guevara             | Exsenador de la República                     |
| Marcela Clavijo           | Edilesa e Integrante del Ejecutivo Nacional   |
| Camilo Romero             | Embajador de Colombia en Argentina            |

## Dirección Nacional
La Dirección Nacional del partido Alianza Verde está compuesto por 27 personas.
| Integrante                | Cargo                                               |
| ------------------------- | --------------------------------------------------- |
| Antonio Navarro Wolff     | Copresidente y vocero                               |
| Antanas Mockus            | Copresidente                                        |
| Carlos Amaya              | Copresidente                                        |
| Rodrigo Romero            | Presidente Ejecutivo Alianza Verde                  |
| Jaime Navarro Wolff       | Secretario General                                  |
| Jorge Londoño Ulloa       | Director del SENA                                   |
| Antonio Sanguino          | Jefe de Gabinete de Bogotá                          |
| Witney Chávez             | Integrante Dirección Nacional                       |
| María Angélica Gómez      | Integrante del Ejecutivo Nacional                   |
| Angélica Marín            | Integrante del Ejecutivo Nacional                   |
| Martha Lucía Agredo       | Integrante del Ejecutivo y Dirección Nacional       |
| Jorge Torres              | Integrante del Ejecutivo Nacional                   |
| Viviana Barberena         | Integrante del Ejecutivo Nacional                   |
| Diana Alejandra Rodríguez | Integrante del Ejecutivo Nacional                   |
| Jorge Guevara             | Exsenador de la República                           |
| Marcela Clavijo           | Edilesa e Integrante del Ejecutivo Nacional         |
| Claudia López             | Alcaldesa de Bogotá                                 |
| Iván Leonidas Name        | Senador de la República                             |
| Inti Asprilla             | Senador de la República                             |
| Mauricio Ospina           | Integrante Dirección Nacional                       |
| Andrés Arango Romero      | Integrante Dirección Nacional                       |
| Sandra Ortiz              | Exsenadora de la República                          |
| Iván Marulanda            | Exsenador de la República                           |
| Angélica Lozano           | Senadora de la República                            |
| Wilmer Leal               | Exmiembro de la Cámara de Representantes por Boyacá |

## Resultados electorales

### Elecciones presidenciales
| Año  | Candidatos       | Candidatos            | 1.ª vuelta | 1.ª vuelta | 2.ª vuelta | 2.ª vuelta | Resultado  | Notas                                                             |
| Año  | Presidente       | Vicepresidente        | Votos      | %          | Votos      | %          | Resultado  | Notas                                                             |
| ---- | ---------------- | --------------------- | ---------- | ---------- | ---------- | ---------- | ---------- | ----------------------------------------------------------------- |
| 2010 | Antanas Mockus   | Sergio Fajardo        | 3 134 222  | 21.51      | 3 587 975  | 27.47      | 2.º Lugar  |                                                                   |
| 2014 | Enrique Peñalosa | Isabel Segovia        | 1 065 142  | 8.28       |            |            | 5.º Lugar  |                                                                   |
| 2018 | Sergio Fajardo   | Claudia López         | 4 589 696  | 23.73      |            |            | 3.er Lugar | Coalición con Polo Democrático Alternativo y Compromiso Ciudadano |
| 2022 | Sergio Fajardo   | Luis Gilberto Murillo | 888 585    | 4.20%      |            |            | 4.º lugar  | Coalición Centro Esperanza                                        |

### Elecciones parlamentarias
|  | 4.9 % |

|  | 2.95 % |

|  | 3.94 % |

|  | 4.4 % |

|  | 8.60 % |

|  | 5.94 % |

|  | 10.74 % |

|  | 6.67 % |